# کلیسای تثلیث مقدس در هدینگتون کوآوری
کلیسای تثلیث مقدس در هدینگتون کوآوری (انگلیسی: Holy Trinity Church, Headington Quarry) کلیسایی محلی انگلیکان در روستای هدینگتون کوآوری در آکسفورد انگلستان است. طراح بنای این کلیسا جورج گیلبرت اسکات بود. شالودهٔ سنگی آن را ساموئل ویلبرفورس در ۱۹ ژوئن ۱۸۴۸ ریخت. سی. اس. لوئیس و برادرش وارن لوئیس از ۱۹۳۰ به تا زمان مرگشان در ۱۹۶۳ و ۱۹۷۳ از اعضای ایی کلیسا بودند، ازین رو پنجره‌های رنگی کلیسا به نقش‌هایی از سرگذشت نارنیا آراسته شده‌اند که در سال ۱۹۹۱ طراحی و نصب شد.